# 제주특별자치도청 소관 공직유관단체 목록
제주특별자치도 소관 공직유관단체 목록은 제주특별자치도청의 공직유관단체에 대해 기술한다.

## 목록

### 체육회
- 제주특별자치도체육회

### 의료원
- 제주특별자치도서귀포의료원
- 제주특별자치도제주의료원

### 공사·출자기업
- 제주관광공사
- 제주특별자치도개발공사
- 제주에너지공사
- 제주국제컨벤션센터

### 재단법인
- 제주테크노파크
- 제주4·3평화재단
- 제주신용보증재단
- 제주문화예술재단
- 제주발전연구원
- 제주특별자치도경제통상진흥원